# Mistrzostwa Afryki w Piłce Ręcznej Mężczyzn 1994
Mistrzostwa Afryki w piłce ręcznej mężczyzn 1994 – jedenaste mistrzostwa Afryki w piłce ręcznej mężczyzn, oficjalny międzynarodowy turniej piłki ręcznej o randze mistrzostw kontynentu organizowany przez CAHB mający na celu wyłonienie najlepszej męskiej reprezentacji narodowej w Afryce. Odbył się w dniach 5–24 listopada 1994 roku w Tunezji. Tytułu zdobytego w 1992 roku broniła reprezentacja Egiptu.
W turnieju triumfowała Tunezja i wraz z kolejnymi trzema zespołami uzyskała awans na MŚ 1995.

## Klasyfikacja końcowa
| Miejsce | Reprezentacja            | Uwagi          |
| ------- | ------------------------ | -------------- |
| złoto   | Tunezja                  | awans: MŚ 1995 |
| srebro  | Algieria                 | awans: MŚ 1995 |
| brąz    | Egipt                    | awans: MŚ 1995 |
| 4       | Maroko                   | -              |
| 5       | Kongo                    | -              |
| 6       | Wybrzeże Kości Słoniowej | -              |
| 7       | Togo                     | -              |
| 8       | Ghana                    | -              |
| 9       | Senegal                  | -              |
| 10      | Dżibuti                  | -              |